# Квади
Квади — мёртвый койсанский язык, ранее существовавший на юго-западе Анголы. В 1971 году три человека говорили на квади, а с 1981 он считается мёртвым.
Так как сведения о языке квади плохо записаны, его классификация не совсем ясна. Как правило, его включают в семью къхое или в группу къхое языковой семьи квади-къхое. Похоже, он сохранил элементы праязыка къхое, которые были утрачены в остальных членах семьи под влиянием жу-чъхоан языков в Ботсване.
Квади язык чаще всего причисляют к койсанским языкам, так как в нём есть щёлкающие звуки.